# Sphyraena sphyraena
A Sphyraena sphyraena, comummente conhecida como bicuda ou bicuda-europeia, é um peixe teleósteo, da família dos Esfirenídeos, encontrado no Atlântico Nordeste e no Mediterrâneo.

## Descrição
Pauta-se pelo seu corpo comprido e quase cilíndrico, que pode atingir entre 30 a 60 cm de comprimento, pesando à volta de 6 kg, contudo, há registos de capturas de espécimes com de 165 cm de comprimento que pesariam até 12 kg. Com efeito, é a maior espécie de barracuda no Mediterrâneo.
Tem uma cabeça pequena e afilada de focinho pontiagudo, caracterizada pela boca larga de maxila inferior saliente, com queixo de ponta carnuda.
Tem escamas a revestir-lhe quer ambas as margens do pré-opérculo, sendo que o opérculo está armado com um espinho. Conta com duas barbatanas dorsais separadas e opostas às pélvicas e à anal. Com efeito, a barbatana dorsal anterior conta com 5 raios espinhosos, ao passo que a posterior já conta com 9 raios. Tem barbatanas peitorais pouco desenvolvidas. A barbatana anal tem um raio espinhoso e 9 raios moles.
Estes peixes estão revestidos por escamas ciclóides de coloração prateada, mais escura no dorso, onde adquire tonalidades cinzento-azuladas a esverdeadas-plúmbeas, sendo que nos flancos e no ventre se encontra exornada com pontos pretos transversais.
Nos espécimes recém-capturados, o interior da boca costuma ficar esbranquiçado e os flancos tendem a figurar com uma banda amarelada.

## Distribuição
Encontra-se no Atlântico Oriental, desde a baia da Biscaia, passando pelos arquipélagos dos Açores e das ilhas Canárias, até à costa de Moçâmedes, em Angola, abarcando, ainda, o Mediterrâneo e o Mar Negro.
Pelo Atlântico Ocidental, chega à costa brasileira e às Bermudas. Já foi encontrado na costa da Cornualha Britânica.

## Ecologia
A bicuda é uma espécie pelágica, que se encontra nas altas camadas da coluna de água (que é o volume de água que vai desde a superfície do mar, até aos sedimentos depositados no fundo),  sendo certo que os espécimes juvenis tendem a ocupar camadas mais próximas da base da coluna de água.
A dieta da bicuda faz-se à base de peixes pequenos, cefalópodes e crustáceos. Trata-se de uma espécie gregária, que se agrupa em comunidades grandes, que podem variar entre 10 e a 200 indivíduos.
Reproduz-se entre Maio e Agosto, sendo que a fêmea pode depositar até 300.000 ovos.